# IFK Tidaholm
IFK Tidaholm ist ein schwedischer Fußballverein aus Tidaholm. Die Männerwettkampfmannschaft spielte zwei Spielzeiten in der zweithöchsten schwedischen Spielklasse.

## Geschichte
Der Klub gründete sich 1907 unter dem Namen Göta Bollklubb. Nach dem Anschluss an den Sportverband Idrottsföreningen Kamraterna erhielt er den Namen IFK 44, respektive tritt er als IFK Tidaholm an. Während einerseits Fußball zu den Hauptsportarten im Vereinsleben zählte, war der Verein auch in den Anfangsjahren stark in der Leichtathletik vertreten. Insbesondere das Vereinsmitglied Eric Backman tat sich dabei als erfolgreicher Olympiateilnehmer hervor. In den 1950er Jahren wurde jedoch die Leichtathletiksparte des Vereins stillgelegt.
1912 und 1915 jeweils Distriktmeister, startete die Fußballmannschaft des IFK Tidaholm bei Einführung der schwedischen Ligapyramide Ende der 1920er Jahre im unterklassigen Bereich. Zehn Jahre später spielte die Mannschaft kurzzeitig drittklassig, stieg aber 1941 wieder ab. Nach dem Wiederaufstieg 1943 erspielte sie sich den Staffelsieg und setzte sich anschließend in den Aufstiegsspielen gegen Jonsereds IF durch. Während sich der Lokalrivale Tidaholms GoIF den Staffelsieg holte und erst in der Aufstiegsrunde zur Allsvenskan scheiterte, hielt der Aufsteiger als Tabellenvierter die Klasse. In der folgenden Spielzeit verpasste er aufgrund des schlechteren Torquotienten gegenüber dem punktgleichen Konkurrenten Karlstads BIK den Klassenerhalt und wurde in der Spielzeit 1946/47 als Opfer einer Ligareform in die Viertklassigkeit zurückgestuft.
In den folgenden Jahren schwankte IFK Tidaholm häufig zwischen dritter und vierter Spielklasse, ohne sich längerfristig auf dem höheren Spielniveau etablieren zu können. Erst nach dem abermaligen Aufstieg 1972 hielt sich die Mannschaft in der Drittklassigkeit. Sechs Jahre später gewann sie ihre Staffel. In der in einer Gruppe ausgetragenen Aufstiegsrunde blieb sie in den Duellen mit Grimsås IF, Kalmar AIK und Råå IF punkt- und torlos. Zwei Jahre später stieg der Klub mit einem Saisonsieg als Tabellenletzter aus seiner Drittligastaffel ab und wurde im Folgejahr in die Fünftklassigkeit durchgereicht. Nach dem direkten Wiederaufstieg wurde der Klub 1986 erneut Opfer einer Ligareform und in die fünfte Spielklasse zurückgestuft. Damit verabschiedete sich die Mannschaft auch vom höherklassigen schwedischen Fußball. Nur noch vereinzelt gelang der Wiederaufstieg in die vierte Liga. 